# Buteo swainsoni

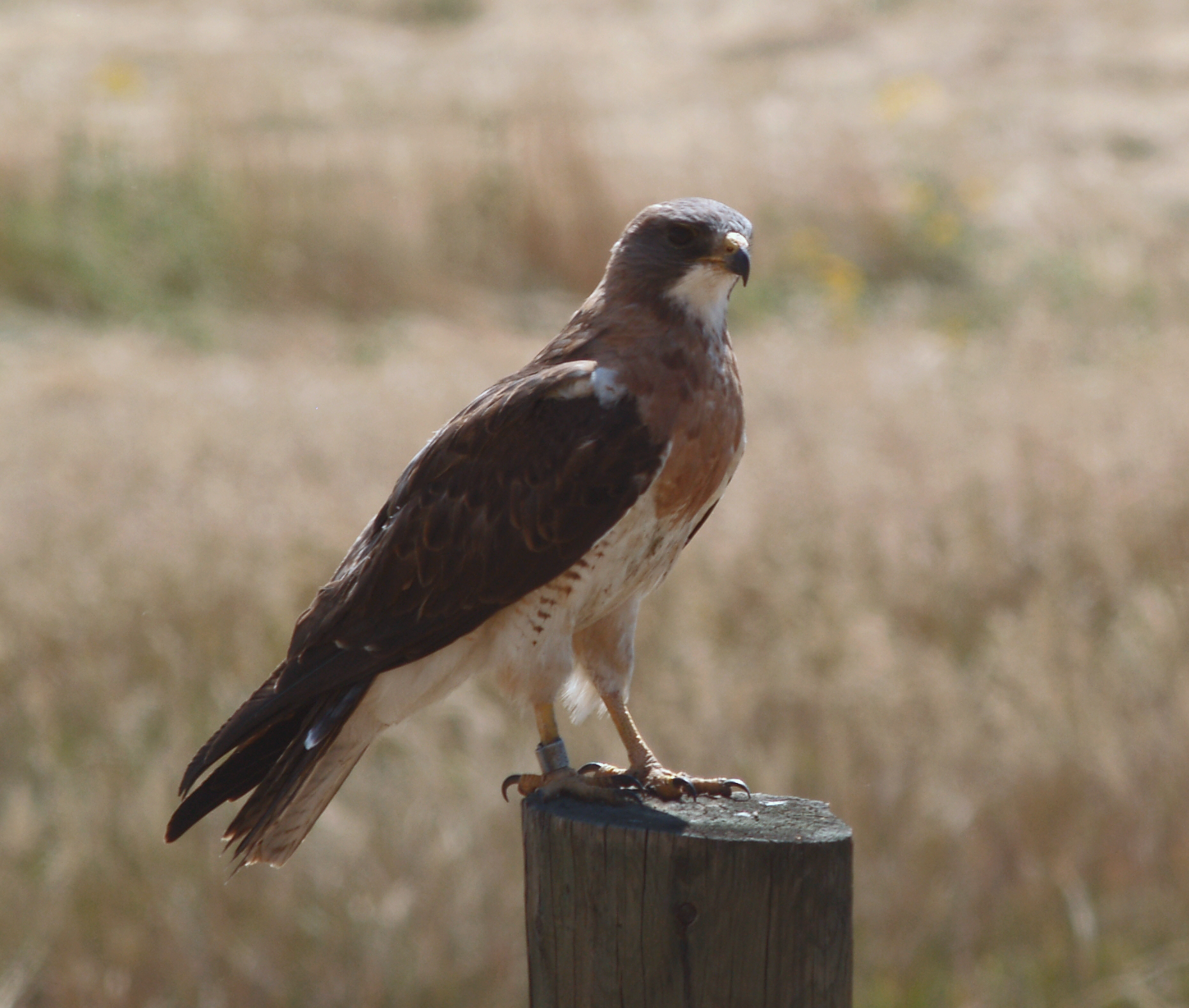
Buteo swainsoni

La poiana di Swainson (Buteo swainsoni Bonaparte, 1838) è una specie rapace migrante diffusa nel continente americano.
La specie prende il nome da William Swainson, ornitologo britannico.
La dieta di questo uccello è sostanzialmente varia: durante il periodo riproduttivo si nutre in particolare di mammiferi, ma non disdegna nutrirsi di insetti, come cavallette, che costituiscono la dieta abituale.